# NGC 3801
NGC 3801 este o liner situată în constelația Leul. A fost descoperită în 1784 de către William Herschel. Se află la o distanță de 51,2 de megaparseci de Pământ.